# 科林斯角 (赫德島)
53°1′S 73°25′E / 53.017°S 73.417°E
科林斯角（德語：Corinth Head），是南極洲的海岬，位於赫德島北部，處於羅傑斯角東南面1公里，俯瞰科林蒂安灣西部，由德國探險隊繪入地圖，由澳大利亞的海外屬地管轄。